# Vampyrfly
Vampyrfly (Calyptra thalictri) är ett blodsugande nattfly som främst förekommer i Asien och Sydeuropa men som även har påträffats i Finland och Sverige.

## Beskrivning
Vampyrflyet har en vingbredd på 40 till 45 mm.

## Utbredning
Utbredningsområdets sydgräns går längs södra Spanien, Turkiet, nordligaste Iran, Turkmenistan, nordligaste Afghanistan, norra Kina, Koreahalvön och Japan (Kyūshū), och nordgränsen längs Sverige, Finland, Ryssland, södra Sibirien och norra Japan.
Det första svenska fyndet gjordes 16/7 2008 och härrör från Skutskär vid Dalälvens delta i Uppland. Därefter har den främst hittats i samma landskap, men även någon gång i Hälsingland. I Finland har den främst observerats i den södra delen av landet. Arten är rödlistad i Sverige som starkt hotad, medan den i Finland är klassificerad som livskraftig och väletablerad. Den betraktas dock som mycket sällsynt.

## Ekologi
Arten suger visserligen blod, men den är främst växtätare som suger saft från bär och frukter. Insekten sägs ej sprida några dokumenterade sjukdomar.
Vampyrflyet är aktivt mellan maj och september, med en topp från juli till början av september. Larven lever på ängsruta.